# Alfred Maury
Pour les articles homonymes, voir Maury.
Alfred Maury, né le 23 mars 1817 à Meaux et mort le 11 février 1892 à Paris, est un érudit français,.

## Biographie
Ayant terminé ses études, il entre à la Bibliothèque nationale en 1836, puis à la Bibliothèque de l’Institut le 18 janvier 1844, où il se consacre à l’étude de l’archéologie, des langues anciennes et modernes, de la médecine et du droit. Doté d'une grande capacité de travail, d'une mémoire remarquable et d'un solide esprit critique, il produit sans grand effort bon nombre d'articles et d'ouvrages sur les sujets les plus divers. Il rend de grands services à l’Académie des inscriptions et belles-lettres, dont il est élu membre en 1857.
Alfred Maury est notamment un ami de Flaubert. Celui-ci aurait utilisé ses travaux historiques pour se documenter en vue de la rédaction de Salammbô.
Napoléon III emploie Maury dans un travail de recherche relatif à l’Histoire de César et il en est récompensé, proportionnellement à sa participation active, quoique modeste, à cette œuvre, par les postes de bibliothécaire des Tuileries (1860), professeur au Collège de France (1862) et directeur-général des Archives (1868). Ce n'est toutefois pas à la faveur impériale qu'il dut ces postes élevés.
Utilisant son influence pour l'avancement de la science et de l'éducation supérieure, il est, avec Victor Duruy, un des fondateurs de l'École des Hautes Études. Il meurt en son domicile dans le 6e arrondissement de Paris quatre ans après avoir pris sa retraite de son dernier poste, le 11 février 1892.

## Distinctions
- Commandeur de la Légion d'honneur (1870).

Une rue porte son nom à Meaux.

## Publications
Parmi ses nombreux ouvrages, on peut citer:
- Les Fées au Moyen Âge et Histoire des légendes pieuses au Moyen Âge, deux livres remplis d'idées ingénieuses qui furent publiés en 1843 et réédités après la mort de l'auteur, avec de nombreux ajouts, sous le titre Croyances et légendes du Moyen Âge (1896);
- Histoire des grandes forêts de la Gaule et de l'ancienne France (1850, une 3e édition corrigée parut en 1867 sous le titre Les Forêts de la Gaule et de l'ancienne France);
- La Terre et l'Homme ou Aperçu historique de géologie, de géographie et d’ethnologie générales, servant d'introduction à l’Histoire universelle de Victor Duruy (1854);
- Histoire des religions de la Grèce antique (3 vol., 1857-1859);
- La Magie et l'astrologie dans l'Antiquité et au  Moyen Âge (1860);
- Histoire de l'ancienne Académie des sciences (1864);
- Histoire de l'Académie des Inscriptions et Belles Lettres (1865);
- un texte sur les rapports de l'archéologie française, écrit à l'occasion de l'Exposition universelle (1867);
- plusieurs articles dans l'Encyclopédie moderne (1846-1851), dans la Biographie universelle de Michaud (1858 et années suivantes), dans le Journal des savants, dans la Revue des deux Mondes (1873, 1877, 1879-1880, etc.)

Une bibliographie détaillée de ses œuvres a été placée par Auguste Longnon en entête du volume Les Croyances et légendes du Moyen Âge.

## Études sur le rêve
Alfred Maury est aussi connu pour ses recherches sur le sommeil, lesquelles posent les prémisses de l'étude neurobiologique du rêve. Dans Le Sommeil et les rêves (1861), il présente les résultats d'une série d'études expérimentales : il expose des dormeurs à des stimuli externes pour observer si ceux-ci influencent le contenu onirique ; réveillant des sujets à intervalles réguliers, il remarque que les souvenirs d'activité onirique sont rares, infirmant l'idée que le rêve se produit de façon permanente pendant le sommeil (jusqu'alors, on ne situait pas le rêve dans une structure temporelle au sein du sommeil).
Principal représentant d’une théorie organique du rêve, Alfred Maury fit l'hypothèse qu'il était un phénomène épisodique ou aléatoire survenant à des moments particuliers : pendant l'endormissement, sous l'influence de stimuli externes ou internes ou avant le réveil. Il fit plusieurs observations que l'on retrouve reprises par la psychanalyse ou parfois confirmées par la neuropsychologie : le matériau du rêve est constitué d'anciens souvenirs enfouis que certains événements du jour précédent ont ravivé ; les rêves ne sont pas aussi incohérents qu’ils le paraissent mais, comme les idées sont présentées sous forme d'images et comme la liaison entre elles s’opère par analogie, ces liens nous deviennent généralement incompréhensibles au réveil.
Enfin, le récit de son « rêve de la guillotine » est resté célèbre et a soutenu l'idée que de longs rêves pouvaient se produire en une fraction de seconde au réveil, hypothèse reprise de nos jours par le neurobiologiste Jean-Pol Tassin. De nombreuses personnalités vont commenter ce songe de Maury - comme Sigmund Freud et Theodor Reik -  pour appréhender différentes facettes du fonctionnement psychique (Tréhel, G., 2018).